# Love Songs (album, Michael Jackson)
Love Songs je výběrové album zpěváka Michaela Jacksona z období 1969–1975, vydané 15. ledna 2002 firmou Motown.

## Seznam skladeb
1. Who's Lovin' You (Single Version) – Jackson 5
2. A Fool for You – Jackson 5
3. Everybody's Somebody's Fool
4. Got To Be There
5. We're Almost There
6. We've Got A Good Thing Going
7. Maybe Tomorrow (Goin' Back To Indiana Version) – Jackson 5
8. Call On Me (Original Mix)
9. You Are There
10. One Day In Your Life
11. If I Don't Love You This Way – Jackson 5
12. Wings Of My Love
13. I'll Come Home To You
14. I'll Be There (Previously Unreleased Version) – Jackson 5